# رود شیریبش-توشیبتسو
رود شیریبش-توشیبتسو (به لاتین: Shiribeshi-Toshibetsu River) یک رود در ژاپن است که در Hokkaido Prefecture واقع شده‌است.